# Halmgult gräsfly
Halmgult gräsfly, Mythimna pallens, är en fjärilsart som först beskrevs av Carl von Linné 1758.  Halmgult gräsfly ingår i släktet Mythimna, och familjen nattflyn.
Vingspannet är 30-38 millimeter. Arten är vida spridd i Europa och förekommer på ängar, hedar och i trädgårdar. Den är reproducerande i Sverige.